# Zlatan Fazlić-Fazla
Zlatan Fazlić Fazla (Sarajevo, 6. ožujka 1959.), bosanskohercegovački pjevač i tekstopisac.

## Glazbena karijera
Osnivač je grupe Papiga s kojom je objavio prvu LP-ploču. Nakon raspada grupe nastavlja pisati tekstove za druge grupe i pjevače. Godine 1992. stupa u vezu s Đorđem Balaševićem i tako nastaje pjesma "Sarajevo će biti", a mjesec dana kasnije za Kemala Montena piše "Pismo prijatelju". Pisao je pjesme za Crvenu jabuku, Amilu Glamočak, Alena Vitasovića i pokojnog Davorina Popovića, pjevača legendarnih Indexa.   

## Vanjske poveznice
- Zlatan Fazlić Fazla  Arhivirana inačica izvorne stranice od 14. prosinca 2007. (Wayback Machine) - službena internetska stranica (Bošnjački)